# Sodom (Band)/Diskografie
Diese Diskografie ist eine Übersicht über die musikalischen Werke der deutschen Thrash-Metal-Bands Sodom.

## Alben

### Studioalben
| Jahr | Titel Musiklabel                       | Höchstplatzierung, Gesamtwochen, AuszeichnungChartplatzierungen (Jahr, Titel, Musiklabel, Platzierungen, Wochen, Auszeichnungen, Anmerkungen) | Höchstplatzierung, Gesamtwochen, AuszeichnungChartplatzierungen (Jahr, Titel, Musiklabel, Platzierungen, Wochen, Auszeichnungen, Anmerkungen) | Höchstplatzierung, Gesamtwochen, AuszeichnungChartplatzierungen (Jahr, Titel, Musiklabel, Platzierungen, Wochen, Auszeichnungen, Anmerkungen) | Anmerkungen                              |
| Jahr | Titel Musiklabel                       | DE | AT | CH | Anmerkungen                              |
| ---- | -------------------------------------- | --- | --- | --- | ---------------------------------------- |
| 1986 | Obsessed by Cruelty Steamhammer/SPV    | — | — | — | Erstveröffentlichung: 7. Mai 1986        |
| 1987 | Persecution Mania Steamhammer/SPV      | — | — | — | Erstveröffentlichung: 1. Dezember 1987   |
| 1989 | Agent Orange Steamhammer/SPV           | DE36 (16 Wo.)DE | — | — | Erstveröffentlichung: 1. Juni 1989       |
| 1990 | Better Off Dead Steamhammer/SPV        | — | — | — | Erstveröffentlichung: 1. Oktober 1990    |
| 1992 | Tapping the Vein Steamhammer/SPV       | DE3 a (10 Wo.)DE | AT35 (1 Wo.)AT | CH32 (1 Wo.)CH | Erstveröffentlichung: August 1992        |
| 1994 | Get What You Deserve Steamhammer/SPV   | DE45 (9 Wo.)DE | — | — | Erstveröffentlichung: 10. Januar 1994    |
| 1995 | Masquerade in Blood Steamhammer/SPV    | DE76 (7 Wo.)DE | — | — | Erstveröffentlichung: 1. Juni 1995       |
| 1997 | ’Til Death Do Us Unite Steamhammer/SPV | — | — | — | Erstveröffentlichung: 24. Februar 1997   |
| 1999 | Code Red Drakkar Records               | — | — | — | Erstveröffentlichung: 31. Mai 1999       |
| 2001 | M-16 Steamhammer/SPV                   | DE27 b (2 Wo.)DE | — | CH78 c (1 Wo.)CH | Erstveröffentlichung: 22. Oktober 2001   |
| 2006 | Sodom Steamhammer/SPV                  | DE64 (1 Wo.)DE | — | — | Erstveröffentlichung: 21. April 2006     |
| 2007 | The Final Sign of Evil Steamhammer/SPV | — | — | — | Erstveröffentlichung: 28. September 2007 |
| 2010 | In War and Pieces Steamhammer/SPV      | DE64 (1 Wo.)DE | — | — | Erstveröffentlichung: 19. November 2010  |
| 2013 | Epitome of Torture Steamhammer/SPV     | DE32 (1 Wo.)DE | — | CH87 (1 Wo.)CH | Erstveröffentlichung: 26. April 2013     |
| 2016 | Decision Day Steamhammer/SPV           | DE7 (3 Wo.)DE | AT29 (1 Wo.)AT | CH42 (2 Wo.)CH | Erstveröffentlichung: 26. Juni 2016      |
| 2020 | Genesis XIX Steamhammer/SPV            | DE10 (2 Wo.)DE | AT67 (1 Wo.)AT | CH27 (1 Wo.)CH | Erstveröffentlichung: 27. November 2020  |
| 2025 | The Arsonist Steamhammer/SPV           | DE4 (2 Wo.)DE | AT7 (2 Wo.)AT | CH14 (1 Wo.)CH | Erstveröffentlichung: 27. Juni 2025      |

### Livealben
- 1988: Mortal Way of Live
- 1994: Marooned Live
- 2003: One Night in Bangkok

### Kompilationen
| Jahr | Titel Musiklabel                                             | Höchstplatzierung, Gesamtwochen, AuszeichnungChartplatzierungen (Jahr, Titel, Musiklabel, Platzierungen, Wochen, Auszeichnungen, Anmerkungen) | Höchstplatzierung, Gesamtwochen, AuszeichnungChartplatzierungen (Jahr, Titel, Musiklabel, Platzierungen, Wochen, Auszeichnungen, Anmerkungen) | Höchstplatzierung, Gesamtwochen, AuszeichnungChartplatzierungen (Jahr, Titel, Musiklabel, Platzierungen, Wochen, Auszeichnungen, Anmerkungen) | Anmerkungen                                                         |
| Jahr | Titel Musiklabel                                             | DE | AT | CH | Anmerkungen                                                         |
| ---- | ------------------------------------------------------------ | --- | --- | --- | ------------------------------------------------------------------- |
| 2022 | 40 Years at War – The Greatest Hell of Sodom Steamhammer/SPV | DE6 (2 Wo.)DE | AT32 (1 Wo.)AT | CH34 (1 Wo.)CH | Erstveröffentlichung: 28. Oktober 2022 Neueinspielung älterer Titel |

Weitere Kompilationen
- 1996: Ten Black Years (Best-of-Album)
- 2017: Demonized (Kompilation mit den ersten zwei Demos).

### EPs
| Jahr | Titel Musiklabel                            | Höchstplatzierung, Gesamtwochen, AuszeichnungChartplatzierungen (Jahr, Titel, Musiklabel, Platzierungen, Wochen, Auszeichnungen, Anmerkungen) | Höchstplatzierung, Gesamtwochen, AuszeichnungChartplatzierungen (Jahr, Titel, Musiklabel, Platzierungen, Wochen, Auszeichnungen, Anmerkungen) | Höchstplatzierung, Gesamtwochen, AuszeichnungChartplatzierungen (Jahr, Titel, Musiklabel, Platzierungen, Wochen, Auszeichnungen, Anmerkungen) | Anmerkungen                             |
| Jahr | Titel Musiklabel                            | DE | AT | CH | Anmerkungen                             |
| ---- | ------------------------------------------- | --- | --- | --- | --------------------------------------- |
| 2019 | Out of the Frontline Trench Steamhammer/SPV | DE67 (1 Wo.)DE | — | — | Erstveröffentlichung: 22. November 2019 |
| 2021 | Bombenhagel Steamhammer/SPV                 | DE— dDE | — | CH59 (1 Wo.)CH | Erstveröffentlichung: 20. August 2021   |
| 2023 | 1982 Steamhammer/SPV                        | DE49 (1 Wo.)DE | — | — | Erstveröffentlichung: 10. November 2023 |

Weitere EPs
- 1984: In the Sign of Evil
- 1987: Expurse of Sodomy
- 1993: Aber bitte mit Sahne
- 2014: Sacred Warpath
- 2016: Days of Retribution
- 2018: Partisan

## Singles
- 1989: Ausgebombt
- 1991: The Saw Is the Law

## Videoalben und Musikvideos

### Videoalben
- 1988: Mortal Way of Life (VHS)
- 1994: Live in der Zeche Carl (VHS)
- 2005: Lords of Depravity Pt.1
- 2010: Lords of Depravity Pt.2

### Musikvideos
- 1989: Ausgebombt
- 1994: Silence Is Consent
- 1997: Fuck the Police
- 2008: City of God
- 2013: Stigmatized
- 2014: M-16
- 2020: Friendly Fire

## Boxsets
| Jahr | Titel Musiklabel                             | Höchstplatzierung, Gesamtwochen, AuszeichnungChartplatzierungen (Jahr, Titel, Musiklabel, Platzierungen, Wochen, Auszeichnungen, Anmerkungen) | Höchstplatzierung, Gesamtwochen, AuszeichnungChartplatzierungen (Jahr, Titel, Musiklabel, Platzierungen, Wochen, Auszeichnungen, Anmerkungen) | Höchstplatzierung, Gesamtwochen, AuszeichnungChartplatzierungen (Jahr, Titel, Musiklabel, Platzierungen, Wochen, Auszeichnungen, Anmerkungen) | Anmerkungen                         |
| Jahr | Titel Musiklabel                             | DE | AT | CH | Anmerkungen                         |
| ---- | -------------------------------------------- | --- | --- | --- | ----------------------------------- |
| 2012 | 30 Years Sodomized 1982–2012 Steamhammer/SPV | DE54 (1 Wo.)DE | — | — | Erstveröffentlichung: 15. Juni 2013 |

## Sonderveröffentlichungen

### Demos
- 1982: Witching Metal
- 1984: Victims of Death

### Splits
- 2012: The Big Teutonic 4 (EP; mit Kreator, Destruction und Tankard)
- 2014: Hellion Rising/Water Boarding (7″ mit Hirax)
- 2015: The Big Teutonic 4 – Part II (EP; mit Kreator, Destruction und Tankard)
- 2016: Inside My Crosshairs/Warmongers (7″ mit Running Wild)

### Magazinbeilagen
- 2010: The Art of Killing Poetry (Metal Hammer Dezember 2010)
- 2019: Chosen by the Grace of God (Legacy 06/2019)
- 2020: A Handful of Bullets (Rock Hard Dezember 2020)

## Statistik

### Chartauswertung
|                     | DE     | AT    | CH    |
| ------------------- | ------ | ----- | ----- |
| Nummer-eins-Alben   | DE—DE  | AT—AT | CH—CH |
| Top-10-Alben        | DE5DE  | AT1AT | CH—CH |
| Alben in den Charts | DE15DE | AT6AT | CH6CH |